# BXL (Film)
BXL ist ein Filmdrama der Brüder Monir und Ish Ait Hamou. In ihrem Film erzählen sie eine von ihrer eigenen Kindheit inspirierte Geschichte von zwei in Brüssel lebenden Brüdern marokkanischer Herkunft. BXL feierte im Oktober 2024 beim Film Fest Gent seine Premiere und kam am 22. Januar 2025 in die belgischen Kinos.

## Handlung
Tarek ist Mitte Zwanzig und lebt in Brüssel. Er würde seiner Mutter und seinem kleinen Bruder Fouad gerne ein besseres Leben ermöglichen. Der MMA-Kämpfer träumt davon, in den USA Karriere zu machen.

## Produktion

### Regie und Drehbuch
„Im Westen hört man oft, dass man große Träume haben muss. Der amerikanische Traum sozusagen. [...] Manche Menschen erkennen, dass es besser ist, nicht groß zu träumen, sondern dass der Status quo für sie besser ist.“

Regie führten die Brüder Ish und Monir Ait Hamou, die auch das Drehbuch schrieben. BXL ist ihr Spielfilmdebüt. Ish Ait Hamou ist als Tänzer, Choreograf und Autor bekannt, Monir Ait Hamou als Schauspieler. Ihr Film ist von ihrer eigenen Kindheit inspiriert, die sie in der Nähe zur belgischen Hauptstadt erlebten. Sie wuchsen in der Stadt Vilvoorde rund 10 Kilometer nordöstlich von Brüssel auf. Die als Filmtitel verwendete Abkürzung BXL steht für Brüssel und wird auch im Logo der Stadt verwendet.
Ish und Monir Ait Hamou lassen ihren Film mit abfälligen Zitaten von Politikern wie Karel De Gucht, Conner Rousseau, Éric Zemmour und Donald Trump über die schlechten Lebensbedingungen in der belgischen Hauptstadt beginnen. Mit BXL wollten sie dieser negativen Sicht auf ihre Heimatstadt entgegenwirken und deutlich machen, welche Auswirkungen diese polarisierenden Aussagen haben. Die erste im Film verwendete Einstellung zeigt eine Mitraillette, einen in Brüssel beliebten Snack, der als Sandwich mit Pommes darauf beschrieben werden kann.

### Besetzung
Fouad Hajji und Yassir Drief spielen Tarek und seinen kleinen Bruder Fouad und Ihsan Khatib deren Mutter. In weiteren Rollen sind Geert Van Rampelberg als Michael, Ruth Becquart als Elke, Lauren Versnick als Julie, Aimé Claeys als Jerre, Veerle Dobbelaere als Hilde und Anas Moujdi als Karim zu sehen.

### Filmmusik und Veröffentlichung
Auch Filmkomponist Jean-Luc Fafchamps wurde in Brüssel geboren. Der Film verwendet zudem Jacques Brels La valse à mille temps. Auch der belgische Chansonnier wuchs in Brüssel auf.
Die Premiere war am 11. Oktober 2024 beim Film Fest Gent. Am 22. Januar 2025 kam der Film in die belgischen Kinos.